# ليو تشينغ (لاعب كرة قدم)
ليو تشينغ (بالصينية: 刘清) هو لاعب كرة قدم صيني في مركز الدفاع، ولد في 5 أبريل 1986 في تشينغداو في الصين. لعب مع شاندونغ لونينغ وكينغداو جونون ونادي تشينغداو ونادي غويزهو رينهي.

## وصلات خارجية
- ليو تشينغ (لاعب كرة قدم) على موقع قاعدة بيانات كرة القدم.إي يو (الإنجليزية)
- ليو تشينغ (لاعب كرة قدم) على موقع Soccerway.com (الإنجليزية)